# 圣马里尼亚-杜泽泽里
圣马里尼亚-杜泽泽里是葡萄牙波尔图区的一个堂区。总面积10.64平方公里，总人口2852人，人口密度268人/平方公里。